# ブルーノ・メツ
ブルーノ・メツ（Bruno Lucas Felix Metsu, 1954年1月28日 - 2013年10月14日）は、フランス・クドケルク＝ヴィラージュ出身のサッカー選手、サッカー指導者。

## 来歴
選手時代は主に母国・フランスのクラブでキャリアを過ごす。
指導者としてはフランスでキャリアを積んだ後、セネガル代表監督に就任。2002年のワールドカップにおいて、初出場ながらセネガル代表をベスト8に導いた。
その後は活動の場を中東に移し、2002-2003年シーズンのAFCチャンピオンズリーグではUAEのアル・アインFCを率いて初優勝を果たした。
後にアラブ首長国代表やカタール代表の監督を務めた。
イスラム教に改宗しており、それに伴ってアブドゥル・カリム・メツと改名した。
2012年7月にディエゴ・マラドーナの後任としてUAEのアル・ワスルFCの監督に就任したものの、ガンのため3か月で辞任した。その後、闘病生活を送っていたもののガンは結腸から肝臓、肺に転移していった。2013年10月14日、ガンのため出身地のクドケルク＝ヴィラージュの病院でメツは死去した。59歳没。

## 所属クラブ
- 1969-1970  SCアズブルク
- 1970-1972  RSCアンデルレヒト
- 1972-1975  USLダンケルク
- 1975-1979  USヴァランシエンヌ
- 1979-1981  リールOSC
- 1981-1983  OGCニース
- 1983-1984  ルーベ・フットボール
- 1984-1987  ASボーヴェ

## 指導歴
- 1987-1992  ASボーヴェ
- 1992-1993  リールOSC
- 1993-1994  USヴァランシエンヌ
- 1995-1998  CSスダン・アルデンヌ
- 1998-1999  ASOAヴァランス
- 2000-2002  セネガル代表
- 2002-2004  アル・アインFC
- 2004-2005  アル・ガラファ
- 2005-2006  アル・イテハド
- 2006-2008  UAE代表
- 2008-2011  カタール代表
- 2011-2012  アル・ガラファ
- 2012  アル・ワスルFC

## タイトル

### 監督時代
アル・アインFC
- UAEフットボールリーグ:1回（2002-03、2003-04）
- UAEスーパーカップ：1回（2003）
- AFCチャンピオンズリーグ:1回（2002-03）

アル・ガラファ
- カタール・スターズリーグ:1回（2004-05）
- シェイク・ジャシムカップ:1回（2005-06）
- クラウンプリンスカップ:1回（2010-11）

アラブ首長国連邦代表
- ガルフカップ:1回（2007）